# Schlacht am Dnepr
1941: Białystok-Minsk – Dubno-Luzk-Riwne – Smolensk – Uman – Kiew – Odessa – Leningrader Blockade – Wjasma-Brjansk – Charkow – Rostow – Moskau – Tula

1942: Rschew – Charkow – Ljuban/Wolchow – Kertsch/Sewastopol – Fall Blau – Kaukasus – Stalingrad – Operation Mars

1943: Woronesch-Charkow – Operation Iskra – Nordkaukasus – Charkow – Kursk – Orjol – Donez-Mius – Donbass – Belgorod-Charkow – Smolensk – Dnepr – Kiew

1944: Dnepr-Karpaten – Leningrad-Nowgorod – Krim – Wyborg–Petrosawodsk – Operation Bagration – Lwiw-Sandomierz – Jassy–Kischinew – Belgrad – Petsamo-Kirkenes – Baltikum – Karpaten – Ungarn

1945: Kurland  – Weichsel-Oder – Ostpreußen – Westkarpaten – Niederschlesien – Ostpommern – Plattensee – Oberschlesien – Wien – Oder – Berlin – Prag
Die Schlacht am Dnepr (russisch Битва за Днепр) fand zwischen Verbänden der Wehrmacht und der Roten Armee im Krieg Deutschlands gegen die Sowjetunion 1941–1945 vom 26. August bis zum 20. Dezember 1943 statt, sie bildete die Fortsetzung der sowjetischen Sommeroffensive nach dem Scheitern des Unternehmens Zitadelle, der letzten deutschen Großoffensive im Osten.
Die Schlacht am Dnepr stellte eines der seltenen Beispiele der Überquerung eines großen Flusses bei starker feindlicher Gegenwehr dar. Die monatelangen Operationen erreichten am 6. November 1943 mit der sowjetischen Befreiung Kiews ihren Höhepunkt.

## Ausgangslage

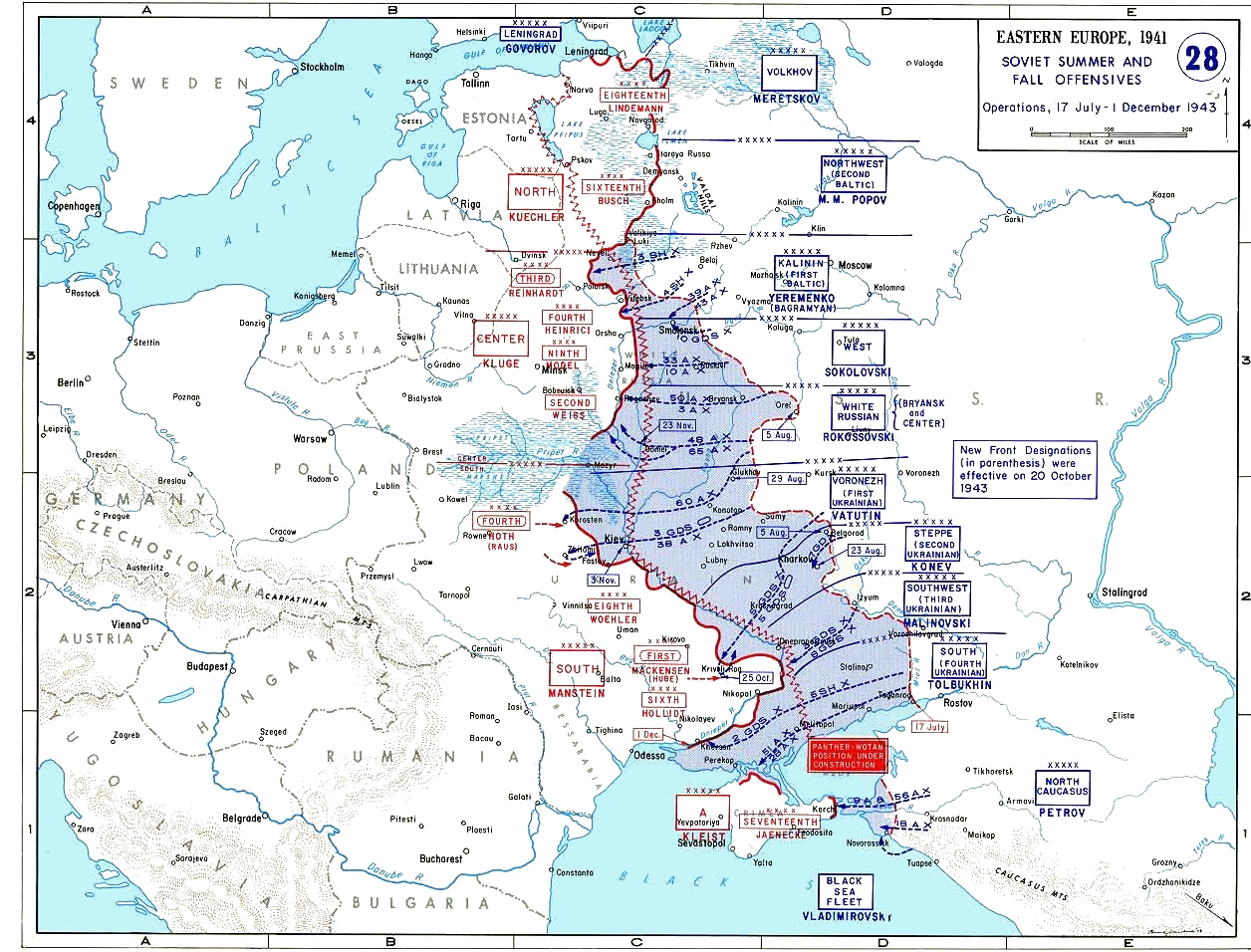
Ostfront 17. Juli bis 1. Dezember 1943

Nach der sich Mitte Juli abzeichnenden Niederlage in der Schlacht bei Kursk (Unternehmen Zitadelle) und den folgenden Gegenoffensiven der Roten Armee, plante das Oberkommando der Wehrmacht, eine starke Verteidigungslinie von der Ostsee bis zum Schwarzen Meer aufzubauen. Vor den beiden nördlichen Heeresgruppen sollte dieser von Hitler propagierte „Ostwall“ etwa an der Linie Narwa-Pskow-Witebsk-Gomel zum Dnepr im Raum Kiew verlaufen und das weitere Vordringen der sowjetischen Westfront aufhalten.
Nachdem am 23. August 1943 Charkow durch die Rote Armee befreit worden war, eröffneten drei sowjetische Fronten eine weitere Offensive. Die 4. Panzerarmee und die 8. Armee bildeten den Nordflügel der Heeresgruppe Süd, der während der Tschernigow-Poltawa-Operation angegriffen wurde. Die Heeresgruppe Süd unter Generalfeldmarschall Erich von Manstein sollte den sowjetischen Vormarsch zum Dnepr stoppen. Sie zählte 1,2 Millionen Soldaten, 12.600 Geschütze, 2.100 Panzer und 2.100 Flugzeuge. Ihr standen fünf sowjetische Fronten (Zentralfront unter Rokossowski, Woronescher Front unter Watutin, Steppenfront unter Konew, Südwestfront unter Malinowski, Südfront unter Tolbuchin) mit einer Gesamtstärke von 2,6 Millionen Soldaten, 51.200 Geschützen, 2.400 Panzern und 2.850 Flugzeugen gegenüber.

## Erste Phase

### Operationen im Donez-Becken (16. August bis 22. September)

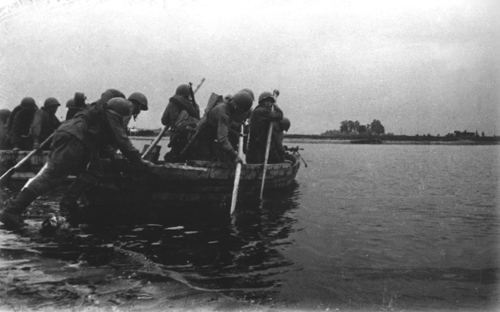
Eine Einheit der Roten Armee beim Überqueren eines Flusses

Am 16. August griffen die sowjetische Süd- und Südwestfront die deutsche 6. Armee sowie die 1. Panzerarmee an. Die beiden deutschen Armeen bildeten den Südflügel der Heeresgruppe Süd. Als die Vorbereitungen abgeschlossen waren, standen den beiden sowjetischen Fronten etwa 1 Million Soldaten, 21.000 Geschütze und Granatwerfer sowie 1257 Panzer zur Verfügung. Die ersten Angriffe gegen die 1. Panzerarmee erzielten keinen großen Erfolg. Die etwas später angreifende Südfront erzielte einen Durchbruch im Gebiet der 6. Armee bei Kuibyschewo. Durch die Lücke bei Kuibyschewo drangen sowjetische Einheiten im Rücken der deutschen Verbände bis zum Asowschen Meer durch und konnten kurzzeitig das deutsche XXIX. Armeekorps abschneiden. Nach schweren Kämpfen konnten sich die deutschen Einheiten aber aus dem Kessel befreien und sich zurückziehen. Bei den deutschen Verbänden machte sich bemerkbar, dass mehrere Panzerdivisionen nach erfolgreicher Abwehr der Mius-Offensive abgezogen worden waren. Dies hing nicht zuletzt mit den schweren Kämpfen in Italien zusammen. Die 6. Armee hatte nur mehr wenige einsatzbereite Panzer – im Gegensatz zu den sowjetischen Verbänden, die durch 800 Panzer unterstützt wurden. Auch die Zuführung einiger gepanzerter Einheiten konnte die Lage der deutschen Truppen nicht mehr stabilisieren. General von Manstein genehmigte der 6. Armee, sich zurückzuziehen und neue Stellungen bei Donezk (damals Stalino) zu beziehen. Doch auch diese Stellungen fielen innerhalb weniger Tage. Für die nördlicher operierende 1. Panzerarmee hatte dies negative Auswirkungen; sie musste jetzt ebenfalls zurückgehen. Die sowjetischen Verbände stießen in der Folge mit Wucht nach und drängten die Wehrmacht Richtung Dnepr. Weitere Vorstöße der Roten Armee rissen eine neue Lücke zwischen die beiden deutschen Armeen, durch die später schnelle Verbände weiter in die Tiefe vorstießen. Wie an den anderen Frontabschnitten der Heeresgruppe zeigte sich auch hier, dass die deutschen Soldaten erschöpft waren und die Rote Armee nur mehr schwer aufzuhalten war. Die Rote Armee hatte bei diesen Angriffen dennoch 273.522 Soldaten und 886 Panzer bzw. Sturmgeschütze verloren.

### Tschernigow-Poltawa-Operation (26. August bis 30. September)

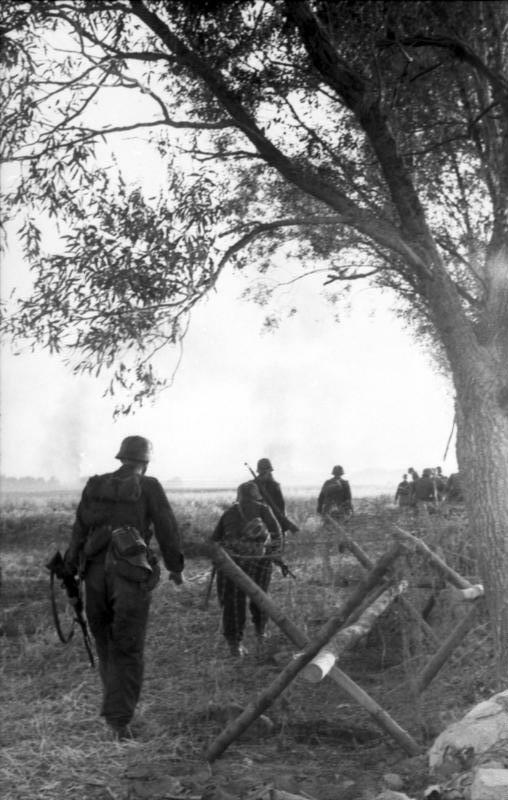
Soldaten der Division Großdeutschland bei Poltawa (Sept. 1943)

Die Zentralfront unter Armeegeneral Rokossowski griff am 26. August an der Nahtstelle zur Heeresgruppe Mitte an, während Generaloberst Konews Steppenfront weiter südlich die 8. Armee (vormals Armeeabteilung Kempf) angriff. Die deutsche 4. Panzerarmee wurde durch die Woronescher Front angegriffen. Die drei sowjetischen Fronten verfügten über 1.581.300 Mann, denen ungefähr 350.000 Soldaten auf deutscher Seite gegenüberstanden. Letztere befanden sich allerdings in einer starken Verteidigungsposition.
Der sowjetischen 60. Armee (General Tschernjachowski) gelang es südlich von Sewsk innerhalb der nächsten Tage nur mühsam in die deutschen Verteidigungslinien einzubrechen. Erst nachdem die Hauptkräfte der Front, das 9. Panzerkorps und die 13. Armee (General Puchow), unter strikter Geheimhaltung dorthin verlegt worden waren, gelang es, diesen Einbruch bis zum 31. August auf 100 Kilometer Breite und 60 Kilometer Tiefe zu erweitern und die deutsche 2. Armee (Generaloberst Weiß) zum Rückzug zu zwingen.
Im Verlauf dieser Operation nahm die Rote Armee eine Reihe größerer Städte ein, wie Sumy (2. September), Tschernigow (21. September) und Poltawa (23. September), erreichte den Dnepr und errichtete eine Reihe von Brückenköpfen an dessen westlichem Ufer. Infolge der beiden sowjetischen Operationen begann die Wehrmacht mit der Planung des vollständigen Rückzuges hinter den Dnepr. Die Rote Armee erkaufte ihren Sieg mit extrem hohen Verlusten: Während der Tschernigow-Poltawa-Operation verlor sie 427.952 Mann.

### Deutscher Rückzug hinter den Dnepr
Am 8. September erschien Hitler im Hauptquartier des Generalfeldmarschall von Manstein in Saporoschje, bei der Lagebesprechung waren auch Generalfeldmarschall von Kleist, der Befehlshaber der Heeresgruppe A und Generaloberst Ruoff anwesend. Zur Erlangung von Reserven wurde verspätet die Aufgabe des Kuban-Brückenkopfes durch die 17. Armee gestattet. Zudem wurde der Rückzug der 6. Armee auf die Panther-Stellung genehmigt. Hitler beharrte aber weiterhin darauf, bei Nikopol und Saporoshje einen östlichen Brückenkopf zu halten, um von dieser Position aus das kriegswirtschaftlich wichtige Donezbecken zurückerobern zu können. Hitlers Besuch in Saporoschje war sein letzter Besuch eines Hauptquartiers an der Ostfront überhaupt.
Am 15. September begann die Heeresgruppe Süd endlich mit dem nötigen Rückzug auf das westliche Dnepr-Ufer. Es mussten innerhalb kürzester Zeit 15 Generalkommandos mit 63 Divisionen und der gesamten Ausrüstung im Wesentlichen auf nur sechs Brücken auf das andere Dnepr-Ufer gebracht und auf einer neuen 700 Kilometer breiten Front wieder aufgefächert werden. Neben etwa 1 Million Soldaten wurden etwa 200.000 Verwundete und ebenso viele Zivilisten durchgeschleust, dazu kamen 153.000 Pferde und 270.000 Schafe. Die am linken Flügel eingesetzte 4. Panzerarmee ging mit dem VII. und XIII. Armeekorps unter Feinddruck durch Kiew auf das westliche Ufer zurück. Die 8. Armee vollzog ihren Rückzug über die Brücken bei Tscherkassy und Krementschug, das links eingesetzte XXIV. Panzerkorps setzte seine Verbände bei Kanew über. Der Masse der sich hinter dem großen Dnepr-Bogen zurückgehenden 1. Panzerarmee gelang bei Saporoshje und Dnjepropetrowsk rechtzeitig der Übertritt auf das westliche Ufer. Die verfolgenden Truppen der Südwestfront unter General Malinowski erreichten den Dnepr am 22. September. Sowjetische Vorhuten bedrohten bereits Dnepropetrovsk, wurden aber durch einen deutschen Gegenangriff rechtzeitig zurückgeworfen. Die Übergangsstellen für die 6. Armee wurden bei Cherson und Nikopol zugewiesen. Die deutsche Front wurde wiederhergestellt und es trat auf dem Südflügel der Heeresgruppe Süd eine vorübergehende Stabilisierung ein. Im Süden hatte die 6. Armee die Anweisung, mit dem IV. Armeekorps bei Nikopol noch einen östlichen Brückenkopf zu halten, das XXIX. und XXXXIV. Armeekorps sollten im Raum östlich von Melitopol bis zum Asowschen Meer versuchen, die sogenannte „Wotan“-Stellung zu halten.
Es war in nicht geringen Maße den Sowjetischen Partisanen zu verdanken, dass der Dnjepr nicht als Verteidigungslinie stabilisiert und gehalten werden konnte. Sie bereiteten Übersetzstellen vor, reparierten gesprengte Brücken und stellten ortskundige Führer, so dass die Rote Armee zügig Brückenköpfe bilden konnte. So bereitete der Tschernigower Partisanenverband „Sa Rodinu“ drei Übersetzstellen für die 60. Armee vor und der Tschernigower Partisanenverband „M.M. Kozjubinski“ schuf sechs Übergangsstellen für das 13. Schützenkorps. Danach füllten sie die Reihen der Roten Armee mit kampferprobten Kräften auf.

## Zweite Phase
Am Nordflügel der Heeresgruppe Süd kam es Ende September zur Krise, der Hauptdruck der sowjetischen Offensive lastete besonders auf der 4. Panzerarmee unter Generaloberst Hoth. Für die Wehrmacht entstand zudem eine kritische Situation, als sowjetische Verbände am Südflügel der Heeresgruppe Mitte den Angriff im Raum Gomel forcierten, im Bereich der 2. Armee den Desna-Abschnitt bei Tschernigow überwanden und in Richtung Dnepr vorgingen. Weitere Durchbrüche im Bereich der 4. Panzerarmee spalteten die dortige deutsche Front. Gegenstöße des aus dem Raum Kirow abgezogenen LVI. Panzerkorps mit der 8. Panzer-Division verhinderten hier den sowjetischen Durchbruch. Um die Lücke zum Pripjat-Gebiet zu schließen, wurde zudem das LIX. Armeekorps herangeführt und dieser Bereich zwecks einheitlicher Führung zusätzlich der 4. Panzerarmee übertragen. Zusammen mit den sowjetischen Operationen in Taurien (Nogaische Steppe), geriet die gesamte Heeresgruppe Süd in Gefahr. Um die Kampfführung am unteren Dnjepr zu erleichtern, wurde die 6. Armee hingegen in den Befehlsbereich der Heeresgruppe A überstellt.

### Sowjetisches Luftlandeunternehmen bei Bukrin
Armeegeneral Watutin, Oberbefehlshaber der Woronescher Front (am 20. Oktober umbenannt in 1. Ukrainische Front) wollte gleich anfangs Kiew befreien und entschloss sich nördlich Kiew und bei Kanew Brückenköpfe über den Dnjepr zu errichten, aus denen dann der Angriff erfolgen sollte. Am Morgen des 22. September errichtete die 3. Gardepanzerarmee (General Rybalko) mit der 51. Garde-Panzerbrigade nordwestlich von Kanew zwischen den Dörfern Grigorowka und Sarubenzy einen ersten Brückenkopf am anderen Flussufer. Auf deutscher Seite ahnte niemand, dass an diesem Tag westlich der Dnepr-Schleife die größte sowjetische Luftlandeoperation des Krieges stattfinden sollte. Am 24. September wurde im Rücken der deutschen 112. Infanterie-Division in der Dnjepr-Windung von Bukrin die 1., 3. und 5. Luftlande-Brigade abgesetzt. Diese Truppen zählten insgesamt etwa 8.000 Mann und verfügten über 24 45-mm-Geschütze, 180 50-mm- oder 82-mm-Mörser und 540 Maschinengewehre. Ihnen standen 180 Transportflugzeuge Lissunow Li-2, 35 Lastensegler und 10 Schleppflugzeuge zur Verfügung. Das Luftlandeunternehmen geriet zu einem Griff ins „Wespennest“, denn die sowjetischen Fallschirmjäger, die über den befohlenen Zonen abgesetzt wurden, sprangen zumeist mitten in die Stellungen oder Aufmarschräume des abwehrbereiten Gegners oder in den Fluss hinein. Nur dem Kommandeur der 5. Brigade, P. M. Sidortschuk, gelang es, gelandete Einheiten zu sammeln, Verbindung zur Führung herzustellen und kleine Widerstandsnester am jenseitigen Ufer zu bilden, die erst ab 26. September durch Nachlandungen über den Fluss verstärkt werden konnten. Diese wurde ihrerseits sofort durch einsetzende Gegenangriffe der 20. Panzergrenadier- und 19. Panzer-Division eingedämmt.
In der Tat bot sich der Roten Armee die Chance, noch während des deutschen Uferwechsels, der insgesamt bis zum 29. September dauerte, die Dnepr-Verteidigung der Heeresgruppe Süd aus den Angeln zu heben. Dass die Katastrophe nicht eintraf, ist weniger auf die Verkettung merkwürdiger Zufälle, sondern auf gravierende sowjetische Fehler zurückzuführen:
- Falscher Zeitpunkt: Die Rückführung des XXIV. Panzerkorps auf das Westufer des Dnepr begann erst am 23. September um 15.00 Uhr. An diesem Tag hätten sowjetische Luftlandetruppen bis zum späten Nachmittag fast widerstandslos die befohlenen Objekte besetzen können. Insofern vergaben die sowjetischen Führungsstäbe durch die Terminverschiebung um einen Tag vom 23. auf den Abend des 24. September eine großartige Chance.
- Falscher Ort: Als Hauptobjekt hätte die Dnepr-Brücke von Kanew gewählt werden müssen. Wäre es gelungen, diese in Besitz zu nehmen oder zu zerstören, hätte dies das Abschneiden des XXIV. Panzerkorps auf dem Ostufer des Dnepr bedeutet. Gleichzeitig wäre dann die Dnepr Schleife fast kampflos in sowjetische Hände gefallen.
- Pilotenfehler: Teilweise verfehlten die Piloten die Absprungzonen um Dutzende von Kilometern. Anstatt in dem geplanten Areal von 10 mal 14 Kilometern waren die Fallschirmjäger schließlich auf einer Fläche von 30 mal 90 Kilometern verstreut.
- Sprung in die Dunkelheit: Die deutschen Offiziere wunderten sich darüber, dass diese Luftlandeoperation in die „Dunkelheit“ anstatt in die „Helligkeit“ hinein durchgeführt wurde. Den Einsatzgrundsätzen der deutschen Fallschirmtruppe entsprechend hätte es sich empfohlen, die Aktion im Morgengrauen stattfinden zu lassen, damit sich die gelandeten Soldaten im Tageslicht sammeln konnten. Die sowjetischen Luftlandetruppen hingegen machten es bei Bukrin genau umgekehrt. Nachdem sie erst in den späten Abendstunden abgesprungen waren, irrten sie in der nächtlichen Dunkelheit zerstreut und orientierungslos herum und waren zu keiner geschlossenen Aktion fähig.
- Taktische Passivität: In dieser chaotischen Situation erwies sich die Schwäche der sowjetischen Befehlstaktik. Nach der Landung zeigten sich etliche Gruppen völlig hilflos und beschränkten sich auf passive Verteidigung.

Abschließend bleibt festzustellen, dass das Unternehmen in der Dnepr-Schleife von Bukrin nicht nur die größte, sondern auch die letzte Luftlandeoperation der Roten Armee darstellte. Stalin verzichtete von nun an auf derartige Abenteuer. Obwohl es sich bei diesem Masseneinsatz um eine spektakuläre Aktion gehandelt hatte, wurde sie bezeichnenderweise in der offiziellen sowjetischen Geschichtsschreibung lange Zeit totgeschwiegen.

### Bildung des Brückenkopfes bei Ljutesch
In der zweiten Phase der Dnepr-Offensive verfolgte die Rote Armee das Ziel, eine Erweiterung der eroberten Brückenköpfe am westlichen Dnepr-Ufer zu erreichen. Die in der sowjetischen Militärgeschichte als Strategische Offensive am Unteren Dnepr bezeichneten Kampfhandlungen dauerten vom 26. September bis zum 20. Dezember 1943.
Bis Ende September hatte die Woronesch-Front auch im Raum nördlich Kiew bei Ljutesch und Tschernigow gegenüber dem deutschen XIII. Armeekorps der 4. Panzerarmee mehrere Brückenköpfe durch die 13., 60. und 38. Armee bilden können. Hierher wurde bis Mitte Oktober die 3. Gardepanzerarmee vom Bukriner Brückenkopf herüber gezogen um am geplanten Angriff auf Kiew teilzunehmen, wo das deutsche VII. Armeekorps verteidigte.

### Kampf um den Bukriner Brückenkopf
In der Dneprschleife bei Bukrin bot sich der Woronescher Front mit ihren 908 Panzern die Chance für einen operativen Durchbruch. Beteiligt waren die 27., 40. und 47. Armee sowie Teile der 3. Garde-Panzerarmee, während die 2. Luftarmee für die Luftunterstützung sorgte. Zu Beginn griffen auf engem Raum 185.960 Soldaten an, deren Zahl fortlaufend erhöht wurde. Außerdem startete der rechte Flügel der Voronežer Front eine Entlastungsoffensive aus dem weiter nördlich (bei Kiew) gelegenen Brückenkopf von Ljutesch, so dass die deutsche Führung keine Verbände von der benachbarten 4. Panzerarmee abziehen konnte. Die deutsche Front drohte zusammenzubrechen, vor allem nachdem über die inzwischen fertiggestellten Dnepr-Brücken immer mehr sowjetische Panzer heranfuhren. Doch der überlegene Gegner konnte nicht durchbrechen, vielmehr stiegen seine Verluste immens an. Am 22. Oktober musste Armeegeneral Watutin einräumen, dass die Offensive gescheitert sei.
Daraufhin änderte der Oberbefehlshaber der 1. Ukrainischen Front grundlegend den Operationsplan und verlegte den Schwerpunkt vom Brückenkopf Bukrin zum Brückenkopf Ljutesch. Am 1. November, zwei Tage vorgestaffelt vor dem Hauptangriff aus dem Brückenkopf von Ljutesch, begann der sowjetische Ablenkungsangriff aus dem Brückenkopf von Bukrin durch die 27. und 40. Armee. Trotz eines erheblichen Kräfteeinsatzes kam der sowjetische Vorstoß höchstens 1,5 Kilometer weit voran und wurde bereits im Ansatz zurückgeschlagen. Im Abschnitt Bukrin kehrte für längere Zeit Ruhe ein.
Der Frontverlauf gestaltete sich für die Heeresgruppe Süd in der Folgezeit recht ungünstig. Die deutschen Truppen waren inzwischen fast überall vom Dnepr nach Westen zurückgedrängt worden. Nur noch hier reichte ein Frontvorsprung an der Fluss heran. Ende Dezember 1943 wurden aufgrund des sowjetischen Vorstoßes bei Schitomir diese deutschen Stellungen aufgegeben.

### Kämpfe um Dnjepropetrowsk und Saporoshje
Die erwartete Offensive der Steppenfront (ab 20. Oktober umbenannt in 2. Ukrainische Front unter Generaloberst Konew) gegen den Abschnitt der deutschen 1. Panzerarmee brach am 15. Oktober los, die Verteidigung des XXX. Armeekorps (46., 257., 387. und 304. Infanterie-Division) brach zusammen. Am 25. Oktober wurde Dnjepropetrowsk befreit. Anfang November festigte sich die neue Front des XXX. Armeekorps zwischen Alexandrowka und dem Dnepr bei Augustinowka. Weitere sowjetische Versuche, das kriegswichtige Erzgebiet von Kriwoi Rog zu befreien, scheiterten am wieder gefestigten deutschen Widerstand. Im östlichen Dnepr-Bogen hielt das deutsche XXXX. Panzerkorps gemeinsam mit dem XVII. Armeekorps (123., 125. und 335. Infanterie-Division) die Stadt Saporoshje gegenüber der Südwestfront unter General Malinowski noch bis 14. Oktober, dann wurde die Stadt durch die 3. und 8. Gardearmee (General Tschuikow) befreit.

### Kampf am unteren Dnepr
In der gleichzeitig am Südabschnitt laufenden Melitopoler Operation gelang es der sowjetischen Südfront (Armeegeneral Tolbuchin) am 23. Oktober die Wotan-Stellung zu durchbrechen, mit der 2. Gardearmee in die Nogaische Steppe einzudringen und zusammen mit der 51. Armee die Landenge von Perekop (Armjansk) abzuschneiden. Dadurch ging die Verbindung zwischen der deutschen 6. und 17. Armee verloren, starke deutsche und rumänische Kräfte wurden dadurch auf der Halbinsel Krim völlig abgeschnitten. Die sowjetische 44. Armee blockierte das die Dnepr-Linie bis Cherson haltende XXXXIV. Armeekorps.
Gegenüber der 5. Stoßarmee und 3. Gardearmee der 4. Ukrainischen Front hielt sich die deutsche 6. Armee noch bis Ende Januar 1944 im östlichen Dnepr-Brückenkopf von Nikopol. Am östlichen Dnepr-Ufer verblieben neben der 13. und 17. Panzer-Division das IV. und XXIX. Armeekorps mit der 3. Gebirgs-Division, die 5. Luftwaffen-, der 101. Jäger- sowie der 9., 17., 79., 258., 302., und 335. Infanterie-Division.

### Kiewer Offensive

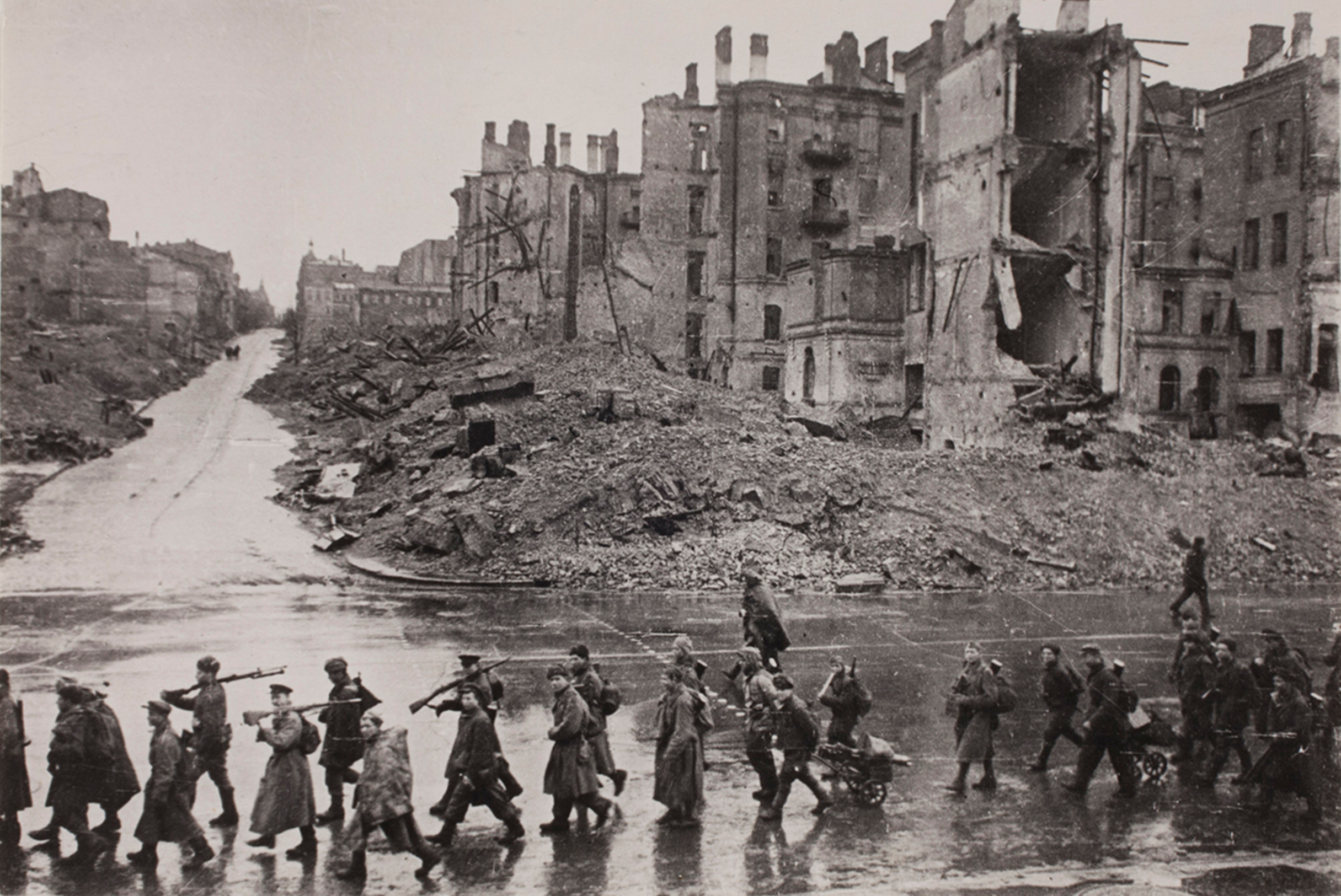
Marsch sowjetischer Truppen durch die Ruinenlandschaft am Chreschtschatyk Boulevard in der Innenstadt von Kiew, nach der Rückeroberung der Stadt, Nov. 1943

Auch die darauf folgende Kiewer Strategische Offensive (3. bis 13. November 1943), in deren Folge der deutschen 4. Panzerarmee die ukrainische Hauptstadt Kiew am 6. November durch die 3. Gardepanzer- und 38. Armee entrissen wurde, brachte der Roten Armee schwere Verluste. Es gelang der 1. Ukrainischen Front unter Armeegeneral Watutin aber in der Folgezeit, die Stadt zu behaupten und den dort am westlichen Dnepr-Ufer gemachten Geländegewinn erheblich zu vergrößern.
Für einen Gegenschlag in Richtung Kiev wurde das XXXXVIII. Panzerkorps herantransportiert, in dem sechs Panzerdivisionen konzentriert waren. Am 15. November begann der deutsche Gegenangriff mit zwei Stoßgruppen. Die Hauptkräfte drangen bis Brusilov (nordwestlich von Fastov) vor, wo sie etliche Verbände der 3. Garde-Panzerarmee einschließen konnten. Ein Gegenstoß sowjetischer Panzer von Osten her scheiterte. Gleichzeitig griff die linke (westliche) Stoßgruppe Zitomir an, unterstützt von Teilen des XIII. Armeekorps. Am 19. November konnte die Stadt zurückerobert werden. Inzwischen entbrannten auf dem Nordflügel der Armee heftige Kämpfe um Korosten', das nach einer Attacke des LIX. Armeekorps am 27. November erneut in deutsche Hand geriet. Für die letzte Phase des Gegenangriffs war ein Stoß des XXXXVIII. Panzerkorps nach Osten Richtung Kiev geplant, um die südlich der Stadt stehenden Feindkräfte abzuschneiden. Dieser Angriff blieb allerdings im Schlamm stecken. Immerhin gelang es bis zum 30. November, die Krise zu bereinigen und im gefährdeten Abschnitt südwestlich von Kiev eine geschlossene Front herzustellen. Nach deutschen Angaben verlor der Gegner vom 9. bis 28. November mehr als 20.000 Mann an Toten und 4.800 Mann an Gefangenen, außerdem 603 Panzer und 1.505 Geschütze.
Nachdem der Boden wieder gefroren war, konnte ab dem 6. Dezember der deutsche Gegenangriff (Operation „Advent“) fortgesetzt werden. Hitler hatte inzwischen mehrere Verbände abziehen lassen. Dem XXXXVIII. Panzerkorps standen jetzt noch insgesamt 201 einsatzbereite Panzer und Sturmgeschütze zur Verfügung. Inzwischen aber hatte die 1. Ukrainische Front im erweiterten Brückenkopf von Kiev neun Armeen, davon zwei Panzerarmeen, und außerdem ein Panzerkorps, ein Kavalleriekorps sowie zahlreiche weitere Verbände, zusammengezogen. Auch die sowjetischen Fliegerverbände wurden laufend verstärkt, während deutsche Flugzeuge ein seltener Anblick am Himmel waren. Am 13. Dezember wurde Radomyšl' genommen. Anschließend erfolgten bis zum 22. Dezember Angriffe zwischen Korosten' und Malin, wobei die sowjetischen Verbände, vor allem die 60. Armee, schwere Verluste erlitten. Am 18. Dezember durchbrachen drei deutsche Panzerdivisionen (1. und 7. sowie „Leibstandarte“) zwischen Meleni und Malin die Front und stießen in die Tiefe vor. Nun schien es zu einer klassischen Umfassungsoperation zu kommen. Allerdings wunderten sich die deutschen Offiziere über die starke Gegenwehr. Als am 22. Dezember die 1. und 7. Panzerdivision den „Sack“ endgültig zumachen wollten, wurde zufällig die Lagekarte eines gefallenen sowjetischen Majors erbeutet, deren Einzeichnungen die deutschen Führungsstäbe alarmierten. Im sogenannten „Sack ostwärts Meleni“ befanden sich offensichtlich nicht weniger als drei sowjetische Panzerkorps und vier Schützenkorps. Diese Beute erwies sich als zu groß, vor allem als sich herausstellte, dass der Vorstoß mitten in den Aufmarschraum starker sowjetischer Offensivkräfte hinein erfolgt war. Der Zangenangriff wurde daraufhin abgebrochen.
Die Operationen um die Erweiterung der Dnjepr-Brückenköpfe brachte der Roten Armee große Erfolge, aber erneut sehr hohe Verluste. Die Rote Armee verlor 754.392 Soldaten, was über die Hälfte der sowjetischen Gesamtverluste während der Kämpfe am Dnepr ausmachte.

## Verluste und Folgen
Bis Anfang November 1943 gelang es den Truppen der 2. und 3. Ukrainischen Front sich auf 450 Kilometer Breite und bis zu etwa 100 Kilometer Tiefe auf dem westlichen Dnepr-Ufer zu etablieren. Die Rote Armee musste in den Kämpfen sehr hohe Verluste hinnehmen: 1,213 Millionen Soldaten (davon 283.000 Tote), 4.050 Panzer und 824 Flugzeuge. Sie griff auf der 800 Kilometer breiten Front an und stieß 300 Kilometer nach Westen vor.